# Claudio Dietrich
Claudio Dietrich (4 settembre 1977) è un ex sciatore alpino austriaco.

## Biografia
Dietrich, specialista delle prove veloci originario di Mellau, in Coppa Europa esordì il 7 marzo 1995 a Saalbach-Hinterglemm in discesa libera (45º) e ottenne il miglior piazzamento il 22 gennaio 1996 ad Altenmarkt-Zauchensee nella medesima specialità (6º); sempre in discesa libera ai successivi Mondiali juniores di Hoch-Ybrig 1996 vinse la medaglia di bronzo. Prese per l'ultima volta il via in Coppa Europa il 13 marzo 2000 a Galtür in supergigante (81º) e si ritirò al termine di quella stessa stagione 1999-2000; la sua ultima gara fu la discesa libera dei Campionati austriaci 2000, disputata il 10 aprile ad Altenmarkt-Zauchensee e chiusa da Dietrich al 20º posto. Non debuttò in Coppa del Mondo né prese parte a rassegne olimpiche o iridate.

## Palmarès

### Mondiali juniores
- 1 medaglia:
  - 1 bronzo (discesa libera a Hoch-Ybrig 1996)